# روبرت بارابل
روبرت بارابل (بالإنجليزية: Robert Barrable)‏ مواليد 1 سبتمبر 1987، هو سائق راليات أيرلندي. بدأ مسيرته في سنة 2013. كان أول رالي له هو رالي البرتغال 2013. تنافس في بطولة العالم للراليات. شارك في رالي التحدي عبر القارات.